# Anders Olof Bersell
Anders Olof Bersell (som student Bärsell), född 16 maj 1853 i Utmeland, Mora socken, död 16 december 1903 i Rock Island i USA, var en svenskamerikansk filolog. Han var far till Olof Bersell.
Bersell var son till bonden Bärs Olof Olsson. Han genomgick Fjellstedtska skolan i Uppsala 1872-77, blev student vid Uppsala universitet 1877 och tog en Teologisk-filosofisk examen 1879. Bersell var därefter från 1880 lärare vid Evangeliska Fosterlandsstiftelsens missionsinstitut i Johanneslund och kallades samma år till professor i grekiska språket och litteraturen vid Augustana College, Rock Island. 1894 blev han filosofie hedersdoktor där.